# Traité de Guadalupe Hidalgo
 Voir le traité sur Wikisource
Le traité de Guadalupe Hidalgo (espagnol : Tratado de Guadalupe Hidalgo ; anglais : Treaty of Guadalupe Hidalgo) est le traité signé le 2 février 1848, qui met fin à la guerre américano-mexicaine.

## Dispositions

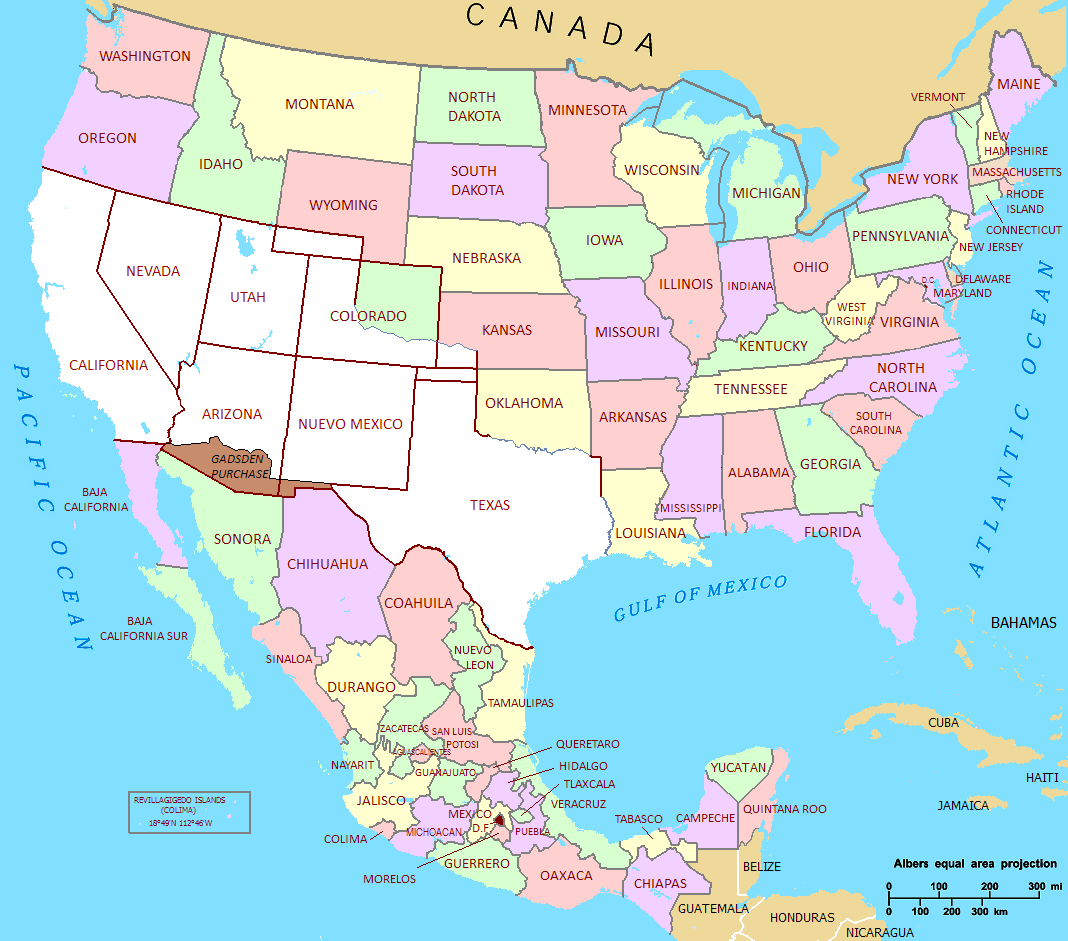
Territoires cédés par le Mexique : la Cession mexicaine et la république du Texas figurent en blanc, l'achat Gadsden de 1853 en marron.

Par ce texte, le Mexique cède un immense territoire de 1,36 million de km2 aux États-Unis pour la somme de 15 millions de dollars américains et se voit contraint de régler plus de 3 millions de dollars en réclamations faites par des citoyens américains contre le Mexique.
Ces territoires non organisés (connus sous le nom de Cession mexicaine) correspondaient à la majeure partie des États mexicains de Alta California et de Santa Fe de Nuevo México, c'est-à-dire ce qui correspond aujourd'hui à la totalité des territoires des États américains de Californie, du Nevada et de l'Utah ; aux deux tiers septentrionaux de l'Arizona ; ainsi que d'une partie du Colorado, du Nouveau-Mexique et du Wyoming. Le traité n'inclut cependant pas les rochers escarpés et les huit îles des Channel Islands au large de la Californie (voir Liste de territoires contestés).
Par ce traité, les Mexicains reconnaissent également l'incorporation de la république du Texas comme État de l'Union tout en lui cédant les territoires (faisant également partie des anciens États d'Alta California et de Santa Fe de Nuevo México), qui étaient situés à l'est du Rio Grande et du 107e méridien qui passe aux sources du fleuve, que les Texans revendiquaient depuis leur indépendance (et qui ne font donc pas partie de la Cession mexicaine), et qui constituent de nos jours : le Texas occidental, ainsi que des portions du Colorado, du Kansas, du Nouveau-Mexique, de l'Oklahoma et du Wyoming.
Durant cette période, il y avait environ 80 000 citoyens mexicains représentant 20 % de la population, sur les territoires de Californie, du Nouveau-Mexique, d'Arizona et du Texas.
Le traité est signé à « Villa de Guadalupe » (aujourd'hui dans la delegación de Gustavo A. Madero, à quelques kilomètres au nord de Mexico), est ratifié par le Sénat des États-Unis le 10 mars 1848 et par celui du Mexique le 19 mai.
Le traité porte le titre suivant : Treaty of peace, friendship, limits, and settlement with the Republic of Mexico (Traité de paix, amitié, frontières et peuplement avec la République du Mexique).